# کریستن لورنز
کریستن لورنز (به آلمانی: Christian Lorenz) یک نوازنده آلمانی است. او نوازنده ساز کلیدی در گروه نویه دویچه هرته رامشتاین است.